# Каммон (мост)
Мост Каммон (яп. 関門橋 каммонкё:) — висячий мост через пролив Каммон, соединяющий  острова Хонсю (город Симоносеки) и Кюсю (город Китакюсю), Япония. Открыт для проезда 14 ноября 1973 года, 27 марта 1984 года соединён с магистралью Кюсю. Является частью Азиатского маршрута AH1. Это 35-й по величине висячий мост в мире, длина его центрального пролёта составляет 712 м.